# Margarita with a Straw
Margarita with a Straw és una pel·lícula dramàtica en hindi de l'Índia de 2014 dirigida per Shonali Bose. És protagonitzada per Kalki Koechlin com una adolescent índia amb paràlisi cerebral que es trasllada a Amèrica per la seva educació i la seva advocació a la majoria d'edat després de la seva complexa relació amb una noia cega, interpretada per Sayani Gupta. Revathi, Kuljeet Singh i William Moseley fan papers secundaris. Produïda per Bose en col·laboració amb Viacom18 Motion Pictures, Margarita with a Straw va ser coescrita per Bose i Nilesh Maniyar. La pel·lícula tracta els conceptes desafiants de sexualitat, inclusió, amor propi i autoacceptació.
Bose va concebre la idea de la pel·lícula el gener de 2011, durant una conversa amb Malini Chib—la seva cosina i activista dels drets de la discapacitat—sobre el desig d'aquesta darrera de tenir una vida sexual normal. Inspirat per la història de Chib, Bose va escriure el primer esborrany del guió de la pel·lícula. Després de guanyar un Sundance Mahindra Global Filmmaker Award per l'esborrany, va modificar el guió per reflectir la seva pròpia perspectiva, incorporant diverses experiències personals a la narració. Bose va completar el guió amb el coguionista Maniyar i el consell assessor del Sundance Institute.
Bose tenia ganes de triar una actriu amb paràlisi cerebral com a protagonista, però finalment va contractar Koechlin, que va aprendre els moviments i els patrons de parla de les persones amb el trastorn. El rodatge va tenir lloc a Delhi i Nova York el 2013, amb Anne Misawa com a directora de fotografia. La pel·lícula va ser seleccionada per a la iniciativa Work-in-Progress Lab de la National Film Development Corporation of India durant la postproducció, que es va completar a la segona meitat del 2013. La banda sonora de la pel·lícula va ser composts per Mikey McCleary.
Margarita with a Straw es va estrenar al Festival Internacional de Cinema de Toronto de 2014. També es va projectar al Tallinn Black Nights, al BFI London, al Festival Internacional de Cinema Asiàtic de Vesoul, i el Galway Film Fleadh. La pel·lícula es va estrenar a l'Índia el 17 d'abril de 2015 amb crítiques positives. Els comentaristes van elogiar la majoria dels aspectes de la producció, l'actuació de Koechlin i la direcció de Bose. Koechlin va guanyar els Screen Award a la millor actriu i el National Film Award - Premi especial del jurat, i Bose va guanyar el Premi NETPAC a Toronto. Comercialment, Margarita with a Straw va recaptar més de 74 milions de rupies amb un pressupost de producció de 65 milions de rupies.

## Argument
Laila Kapoor (Kalki Koechlin) és una adolescent amb paràlisi cerebral, que estudia a la Universitat de Delhi. És una aspirant a escriptora i també compon música per a una banda indie a la universitat. Laila desenvolupa sentiments pel cantant principal, però se li trenca el cor quan és rebutjada. Passant de l'experiència, Laila està encantada de rebre una beca per estudiar un semestre a la Universitat de Nova York. Malgrat les reserves del seu pare, es trasllada a Greenwich Village, Manhattan amb la seva mare ortodoxa maharashtriana Shubhangini Damle (Revathi).
La Laila coneix un jove atractiu anomenat Jared (William Moseley), a qui l'encarreguen d'ajudar-la a la classe d'escriptura creativa. També coneix una jove activista, Khanum (Sayani Gupta), una noia cega d'ascendència pakistanesa-bangladeshi, de la qual s'enamora. Laila està enamorada de la personalitat ferotgement independent de Khanum i la seva perspectiva positiva cap a la seva pròpia discapacitat. Les dues passen la major part del temps juntes, substituint-se com a cuidadores de l'altre. Laila es confon amb la seva orientació sexual, ja que se sent atreta pels homes, en Jared en particular, mentre manté una relació seriosa amb Khanum. Té sexe amb Jared, però ho lamenta immediatament. Laila no li diu a Khanum aquesta trobada. Inconscient de la relació de la seva filla amb Khanum, la mare de la Laila convida Khanum a Delhi per passar les vacances d'hivern amb la família de la Laila.
En última instància, Laila troba el coratge per dir-li a la seva mare que és bisexual i la seva relació amb Khanum, ambdues coses que la seva mare desaprova fortament. Laila també confessa a Khanum que va tenir sexe amb Jared i li demana perdó. Sentint-se traïda per Laila, Khanum trenca amb ella i marxa cap a Nova York. A Shubhangini se li diagnostica un càncer de còlon avançat que ha recaigut després de tractaments anteriors. Laila i ella superen les seves diferències mentre Laila l'atén a l'hospital. Finalment ambdues es reconcilien poc abans de la mort de Shubhangini. Laila toca una cançó (enregistrada per Shubhangi) al funeral de Shubhangini explicant quant l'estimava i com era l'única que la va entendre. Més tard es veu a Laila bevent un margarita amb una palla.

## Repartiment
Crèdits adoptats de Rotten Tomatoes.
- Kalki Koechlin - Laila Kapoor
- Revathi - Shubhangini Kapoor
- Sayani Gupta - Khanum
- Kuljeet Singh - Pare de Laila
- Hussain Dalal - Dhruv
- William Moseley - Jared
- Malhar Khushu - Monu
- Tenzin Dalha - Nima
- Shuchi Dwivedi - Sameera
- Doug Plaut - Rob
- Jennifer Silverstein - Nancy
- Marco Torriani - Charles

## Producció

### Desenvolupament
"Khanum és tan sorprenent, un personatge tan fantàstic. I hi havia un noi britànic molt avorrit que vivia a Amèrica. Quan era propietària del personatge, escrivint des de ser jo mateixa Laila, Laila va dir: "Estàs fent broma!? Aquesta és la persona més interessant."... Però no ho vaig fer pensant conscientment, la Laila només es va enamorar de Khanum i va passar de manera orgànica, no perquè jo volia tractar aquest tema." 
Shonali Bose va començar a treballar en una història el gener de 2011, en el que hauria estat el 17è aniversari del seu fill (havia mort l'any anterior). Va treballar àmpliament en el primer esborrany durant aproximadament un mes. Tot i que el personatge principal de Laila es basa en la seva cosina Malini Chib, una activista dels drets dels discapacitats, la narració segueix la pròpia experiència de la pèrdua d'un familiar de Bose. Va reconèixer la dificultat d'incorporar elements de la seva vida personal a la història, anomenant-la "un viatge emocional dur". La idea de treballar en una pel·lícula sobre la discapacitat va ser concebuda durant una conversa casual entre Bose i la seva tia (la mare de Chib), que volien que la seva neboda treballés en un projecte similar destinat a crear consciència sobre el tema. Després d'haver crescut a la mateixa llar que Chib, Bose estava familiaritzat amb el discriminació a què s'enfronten les persones amb discapacitat. Va estar especialment intrigada per la ignorància general que mostrava cap a la sexualitat de les persones amb discapacitat, i per això va decidir incorporar-la a la narració.
Més tard, Bose va adaptar l'esborrany original a un guió de llargmetratge per a Margarita with a Straw amb el coguionista Nilesh Maniyar. El 2012, el guió va guanyar el premi Sundance Mahindra Global Filmmaker Award. Com a part del premi, el duet va rebre tutories del personal i assessors creatius del Sundance Institute, i van participar en un laboratori de programa de llargmetratges, on Bose va decidir modificar la història. Després que el consell assessor li va dir que "no estava a la pell del personatge", Bose va decidir reescriure el guió des de la seva pròpia perspectiva en lloc d'intentar només incorporar el punt de vista de Chib. Va dir que només després de guanyar el premi va incorporar, encara que inconscientment, les seves experiències com a dona bisexual a l'Índia a la narrativa. Bose i Maniyar van treballar durant dos anys en el guió, ja que va passar per més de quaranta revisions abans de convertir-se en el guió final.

### Càsting

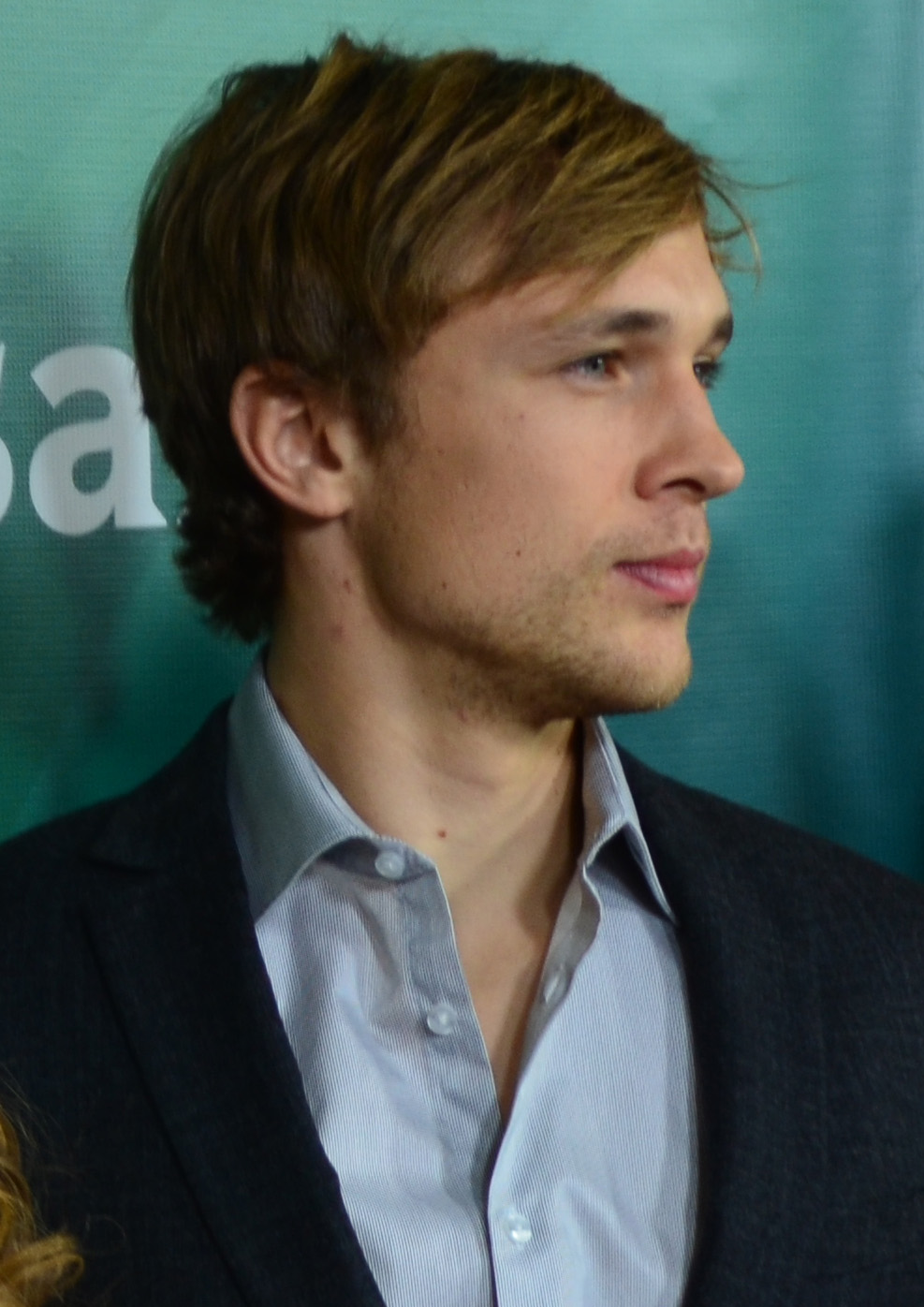
William Moseley interpreta l'interès amorós del personatge de Koechlin.

Bose originalment tenia la intenció de repartir actors amb les mateixes discapacitats que els personatges de Laila i Khanum. Com que no hi havia actrius amb paràlisi cerebral a l'Índia, va fer audicions per al paper en institucions que atenien pacients, però no va trobar una persona adequada per fer el paper central. Bose també va tenir una reunió amb una actriu cega d'uns trenta anys per parlar del paper de Khanum, un personatge amb el qual es va associar. L'actriu es va negar a seguir el paper, se sentia incòmoda amb el contingut sexual del guió. No obstant això, va ajudar a Bose assistint Sayani Gupta, que finalment va ser seleccionada com a Khanum.
Després d'haver decidit triar un professional per al paper de Laila, Bose es va acostar a Kalki Koechlin, que segons ella era la seva "primera i única opció" per al paper. Com que Koechlin encara estava rodant Yeh Jawaani Hai Deewani (2013) en aquell moment, Bose va començar a buscar altres actrius per interpretar el paper, però va sentir que "faltava alguna cosa" a cadascuna. Finalment va decidir retardar el rodatge durant tres mesos per adaptar-se a la seva primera opció. Koechlin va admetre que el paper va ser el més difícil de la seva carrera cinematogràfica i va trigar sis mesos en preparar-s'hi. Es va sotmetre a un taller de formació de sis setmanes amb l'actor Adil Hussain, que tenia com a objectiu fer que el seu "llenguatge corporal semblés natural", alhora que se centrava en el patró de parla dels pacients amb paràlisi cerebral. Koechlin va passar un temps considerable amb la Chib i el seu fisioterapeuta i logopeda. També va assistir a un taller d'un mes a Delhi, on va treballar els moviments de les parts del cos. Tot i que la pel·lícula aborda aspectes dels reptes de la discapacitat física, Koechlin la va anomenar "una comedia romàntica amb alguns obstacles". Bose també va descriure la pel·lícula com una història de coming-on-age sobre un " el viatge de la dona per trobar l'amor".
Maniyar, que també va exercir com a directora de càsting de la pel·lícula, va contactar amb Gupta pel paper de Khanum mentre treballava al programa de viatges Yeh Hai India Meri Jaan. Immediatament atreta pel personatge, Gupta va acceptar una audició i va ser seleccionada per al paper després d'un llarg procés de selecció que va durar aproximadament un mes. Va dir en una entrevista posterior que s'havia sentit afortunada d'haver-se empassat el personatge de Khanum. Per preparar-se per al paper, Gupta es va embenar els ulls mentre feia activitats diàries com cuinar i banyar-se i va passar temps amb un entrenador especial de veu i accent. També va assistir a classes a l'Associació Nacional de Cecs, on va aprendre braille. Revathi, que anteriorment havia interpretat la mare d'un nen petit amb paràlisi cerebral a Anjali (1990), va acceptar interpretar a la mare de Laila després de llegir el guió. William Moseley va interpretar a Jared, un estudiant britànic a la classe de Laila.

### Filmació i postproducció

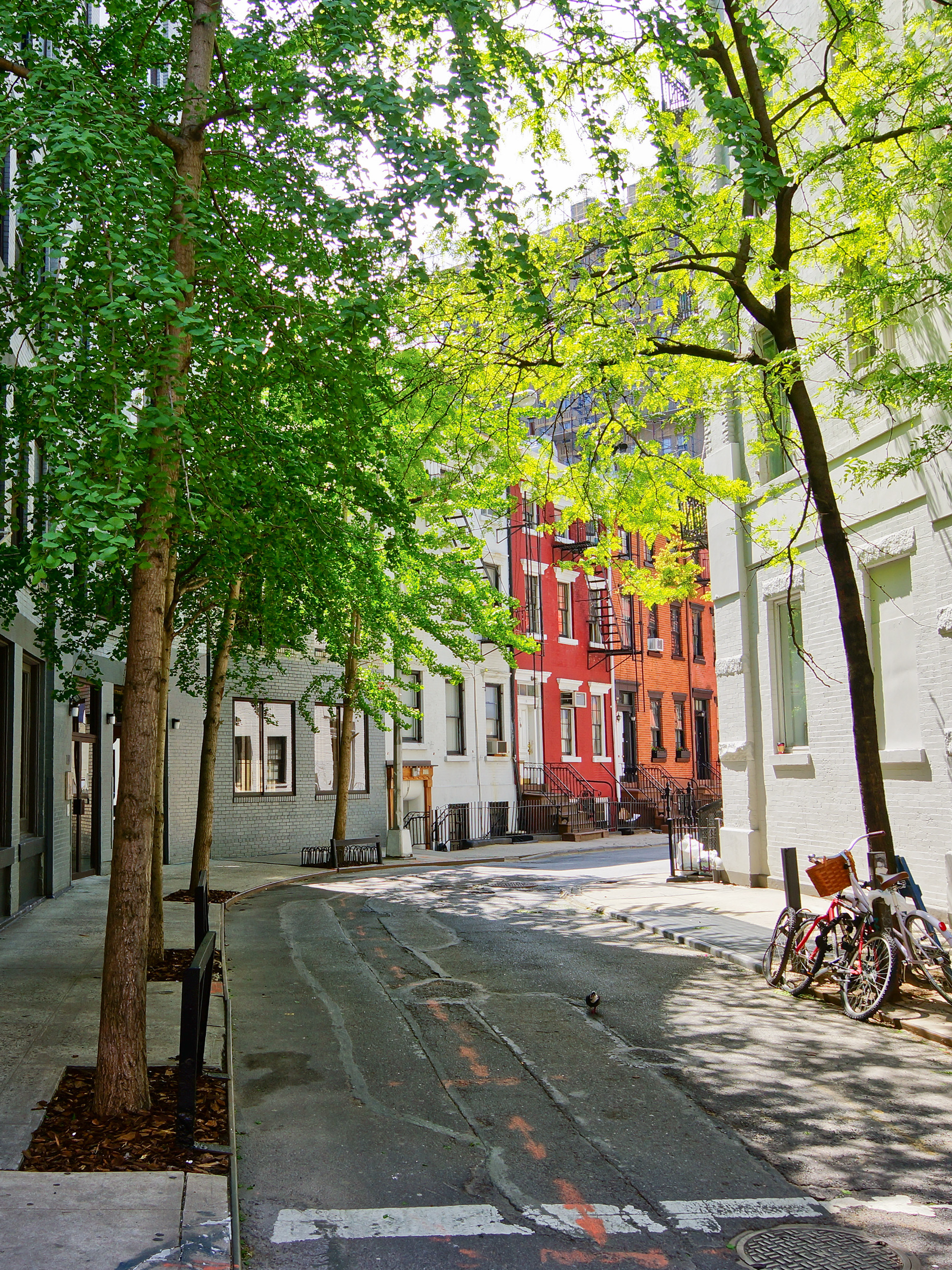
La segona meitat de la pel·lícula està ambientada a Greenwich Village, Nova York.

La fotografia principal de Margarita with a Straw va començar el 2013 i va tenir lloc a Nova Delhi i Nova York amb dos horaris diferents. Anne Misawa va treballar com a directora de fotografia. Mentre que la primera meitat de la història està ambientada al Shri Ram College of Commerce de Delhi Universitat, es va rodar principalment a Miranda House, Delhi. Estudiants i membres del personal d'institucions com ara Lady Shri Ram van participar activament en el projecte. Tenzin Dalha, un estudiant d'últim any de ciències polítiques del primer, va interpretar un dels interessos amorosos de Koechlin a la pel·lícula, i Shuchi Dwivedi del segon va interpretar el millor amic de Koechlin. Altres estudiants de la universitat van ser elegits com a membres d'una banda local, que també incloïa Dalha i Dwivedi. El pare de Koechlin va ser interpretat per Kuljeet Singh, un professor de literatura anglesa del Sri Guru Tegh Bahadur Khalsa College.
Ambientada al barri de Greenwich Village, la segona meitat de Margarita with a Straw es va rodar durant l'estiu a Nova York. El rodatge va tenir lloc a Roosevelt Island i Coney Island. Les màquines de neu van crear l'entorn artificial necessari per diverses seqüències establertes durant la temporada d'hivern. La tripulació va tenir dificultats per filmar certes escenes. En un moment donat, la furgoneta que s'utilitzava per portar Koechlin a la seva cadira de rodes es va trencar i es va haver d'estabilitzar manualment durant el rodatge. Abans del rodatge de les escenes de sexe, el repartiment va assistir a tallers per desenvolupar una millor posició de la intimitat emocional i sexual. Moseley, que estava especialment preocupat per les seves escenes amb Koechlin, va assistir a un taller dirigit per la mateixa Bose. La pel·lícula completa es va rodar en dos mesos.
Margarita with a Straw va ser seleccionada per a la iniciativa Work in Progress Lab de la National Film Development Corporation of India durant la postproducció el 2013. It va ser editat per Monisha Baldawa i la mescla de so va ser feta per Resul Pookutty i Amrit Pritam. Algunes escenes amb nuesa frontal es van eliminar durant el procés d'edició per evitar un conflicte amb la Central Board of Film Certification. Produït per Viacom18 Motion Pictures i Ishan Talkies, en associació amb Jakhotia Group i Adapt, el muntatge final de la pel·lícula va durar un total de 100 minuts. Bose havia finançat el projecte ella mateixa, ja que Viacom18 només cobria la meitat del cost de producció de 65 milions de rupies. Un altre soci va retirar el suport financer uns deu dies abans de l'inici del rodatge. Bose va haver de sol·licitar un préstec personal per pagar les factures, però va poder completar la pel·lícula amb el suport dels membres de la tripulació, que van acceptar que els seus pagaments es retardessin. Els drets de distribució internacional de Margarita with a Straw van ser adquirits per Wide Management, una casa de vendes, producció i distribució amb seu a París.

## Banda sonora
El director musical i cantant Mikey McCleary va compondre la banda sonora de Margarita with a Straw, amb Joi Barua com a compositor convidat per a les dues versions de la cançó "Dusokute". La lletra de l'àlbum va ser escrita principalment per Prasoon Joshi, excepte per a les cançons "I Need a Man" i "Don't Go Running Off Anytime Soon", aquesta última amb lletres en anglès escrites per McCleary. Artistes com Sharmistha Chatterjee, Sonu Kakkar, Anushka Manchanda, Rachel Varghese, Vivienne Pocha i Rajnigandha Shekhawat van posar veu a l'àlbum en diverses cançons. La primera cançó que es publicarà, el rock suau número "Dusokute", va ser compost originalment per Barua en assamès i va ser reescrit en hindi per Joshi. L'abril de 2015, es va publicar la banda sonora completa sota el Zee Music Company segell.
Crítics com Kasmin Fernandes i Joginder Tuteja van donar crítiques positives sobre l'estil poc convencional de la banda sonora. La primera va apreciar la "veu enèrgica" de Barua a "Dusokute" i el número "desi però elegant" "Foreign Balamwa" a la seva ressenya de 3 de 5 estrelles per a The Times of India. Va descriure la lletra de Joshi com "alegre", però va quedar menys impressionada per l'escriptura "passable" de McCleary. Tuteja, escrivint per a Bollywood Hungama, va assenyalar la manca d'atractiu comercial de l'àlbum. i va escriure que, en el millor dels casos, "encaixa bé en l'escenari que representa la pel·lícula". Va elogiar el domini de McCleary de les composicions angleses i el seu "encant infantil" com a vocalista. Tuteja va quedar especialment impressionat per la "veu contundent" de Pocha a "I Need a Man" i l'efecte serè dels dos últims temes de l'àlbum. També va trobar estranya l'elecció d'artistes com Manchanda i Kakkar pel que va descriure com un àlbum molt influenciat per la música occidental. Bryan Durham del Daily News and Analysis va considerar els temes respectius del duet "insòlits" i "francs". Va destacar el número instrumental, "Laila's Theme", com "el cor palpitant de la pel·lícula".
| 1. | «Dusokute»                          | Joi Barua                        | 2:30 |
| 2. | «Dusokute» (Duet version)           | Joi Barua, Sharmistha Chatterjee | 4:41 |
| 3. | «Foreign Balamwa»                   | Sonu Kakkar                      | 2:28 |
| 4. | «Choone Chali Aasman»               | Rachel Varghese                  | 3:53 |
| 5. | «Meri Aadat Mera Hissa»             | Anushka Manchanda                | 2:24 |
| 6. | «I Need a Man»                      | Vivienne Pocha                   | 2:45 |
| 7. | «Don't Go Running Off Anytime Soon» | Mikey Mccleary                   | 2:56 |
| 8. | «Aai's Aalap»                       | Rajnigandha Shekhawat            | 4:04 |
| 9. | «Laila's Theme» (instrumental)      |                                  | 3:28 |

## Estrena
Margarita with a Straw es va estrenar mundialment al Festival Internacional de Cinema de Toronto de 2014, on va rebre una gran ovació. L'acte va comptar amb la presència del repartiment i de la tripulació, inclosos Bose i Koechlin; aquesta va dir que estava aclaparada per la resposta i "li va encantar veure el públic plorar i riure amb la pel·lícula". La pel·lícula es va projectar posteriorment a festivals de cinema d'arreu d'Europa, com ara el Festival de Cinema Nits Negres de Tallinn, the BFI London Film Festival, el Galway Film Fleadh, el Festival Internacional de Cinema Asiàtic de Vesoul, i el Festival de Cinema de Giffoni. Margarita with a Straw es va estrenar als Estats Units en el Festival Internacional de Cinema de Palm Springs de 2015. Fou projectada al Castro Theater al CAAMFest, i exhibida al Festival Internacional de Cinema de Santa Barbara a finals d'any. La pel·lícula va obrir el Festival de Cinema Indi de Nova York de 2015, i també es va presentar al 19è Festival Internacional de Cinema de Busan i al Festival Internacional de Cinema d'Istanbul. Out on Film, Miami Gay & Lesbian Film Festival i Reeling van ser entre els LGBT esdeveniments que van projectar la producció.
Després d'aconseguir l'aclamació al circuit internacional de festivals de cinema, els productors de Margarita with a Straw el van enviar directament a la Central Board of Film Certification. La decisió de no enviar-lo a cap dels principals festivals de cinema indi va ser considerada per comentaristes com Uma Da Cunha, editor de Film India Worldwide, com a part d'una estratègia de màrqueting. Srinivasan Narayan, organitzador del Festival Internacional de Cinema de Mumbai va dir que, tot i que els festivals de cinema indi han crescut, encara no han arribat a un nivell on puguin competir per estrenes internacionals. En canvi, Margarita with a Straw va tenir projeccions prèvies per a membres de la indústria cinematogràfica índia a Mumbai. Juntament amb el repartiment i l'equip de la producció, aquestes projeccions van comptar amb l'assistència d'Amitabh i Jaya Bachchan, Aamir Khan, Kiran Rao, Vidya Balan, Anurag Kashyap i Shraddha Kapoor. La pel·lícula va tenir una acollida positiva en aquell moment; Personalitats de Bollywood com Khan i Hrithik Roshan van organitzar projeccions especials separades per la pel·lícula.
Abans del seu llançament comercial, la tripulació va organitzar diversos esdeveniments promocionals. En una entrevista amb l'Indo-Asian News Service, Koechlin va parlar de la importància del màrqueting per a una pel·lícula independent, dient que tot i que el contingut de les pel·lícules està millorant, Bollywood continua sent una indústria impulsada en gran part pels guanys de taquilla. Bose volia que la pel·lícula es comercialitzés com a comercial malgrat el seu atractiu de cinema art; no tenia gaire ganes d'enviar-la als festivals de cinema i més tard va demanar als productors que no esmentessin els reconeixements que havia guanyat la pel·lícula en cap dels esdeveniments promocionals. El tràiler oficial es va publicar el 4 de març de 2015 al canal oficial de YouTube de Viacom18 Motion Pictures. El mateix dia també es van presentar els pòsters de primer cop d'ull amb Koechlin bevent margarita amb una palla. La pel·lícula es va estrenar a l'Índia el 17 d'abril de 2015. Està disponible a Netflix.

## Recepció

### Recepció crítica
Margarita with a Straw va rebre crítiques positives, mentre alguns que descriuen la pel·lícula com a "meravellosament alliberadora" i "un assoliment [per al cinema indi]". Es van elogiar particularment l'actuació de Koechlin i la representació sensible de la paràlisi cerebral de Bose. Saibal Chatterjee de NDTV va elogiar la representació honesta de la discapacitat i es va mostrar satisfet de com la discapacitat de Laila finalment deixa de tenir importància. De la mateixa manera Baradwaj Rangan va trobar refrescant el tractament de la discapacitat i la normalitat de Bose: segons Rangan, "no hi ha cap rastre d'estereotip, ni un bri d'autocompasió" a la caracterització, i el més notable és que "Laila és" És una persona amb capacitat diferent […] l'ésser humà és el primer, la condició només més tard". Deepanjana Pal de Firstpost va quedar especialment impressionat per les escenes de sexe, que transmetien una "tendresa cap als amants de l'escena" sense ser estrany ni tímid.

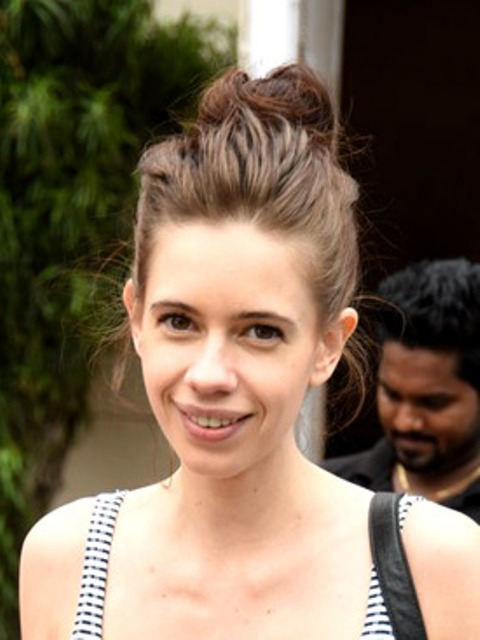
L'actuació de Koechlin va ser aclamada i va rebre diversos reconeixements, inclòs un National Film Award – Premi Especial del Jurat

L'actuació de Koechlin com a Laila va cridar molt l'atenció dels crítics de cinema,que va atribuir el seu atractiu a la pantalla a la manca de pretensió de l'actuació i el seu "art subestimat". Venky Vembu de The Hindu va escriure que Koechlin va prestar "tal versemblança a la seva representació d'una persona amb paràlisi cerebral, que t'oblides […] que és una actriu sense problemes". Escrivint per The Commercial Appeal, va comparar l'actuació de Koechlin amb Eddie Redmayne en el retrat de Stephen Hawking al biopic The Theory of Everything (2014). Va escriure que la seva actuació hauria atret un Premi Oscar en una producció d'un important estudi de cinema. Altres escriptors també s'han fet ressò d'aquesta visió. El repartiment secundari també va rebre crítiques positives. Es va lloarla "finament matisada" retrat de la mare de Revathi i la seva actuació va ser destacada com "[més] convincent" que qualsevol altre de la pel·lícula. Escrivint per Los Angeles Times, Gary Goldstein va oferir una resposta mixta a la producció, però va escriure que "és difícil no deixar-se captivar" per les actuacions de Koechlin i Gupta.
Els observadors també van elogiar els aspectes tècnics de la pel·lícula, alhora que atribuïen el seu atractiu al seu guió, que va ser "emocionalment fascinant i sorprenentment revelador" i "directament des del cor". La direcció de Bose va ser elogiada per la seva moderació i la seva "austeritat lluminosa" i "l'ús expert de les emocions i els moments". Molts també van destacar la cinematografia i van elogiar Misawa pel seu "treball assenyat" i "fotogrames encantadors il·luminats amb una llum suau i gairebé onírica".
Comentaristes com Shilpa Jamkhandikar de Reuters i Mihir Fadnavis de Firstpost van criticar el canvi de to i la narrativa precipitada a la segona meitat de la pel·lícula. Encara que aquest últim estava satisfet per la primera meitat de la pel·lícula, va pensar que després d'un "inici gloriós i poderós, Bose no aconsegueix trobar una resolució adequada". Devesh Sharma va criticar la trama dispersa de la pel·lícula en la seva ressenya per Filmfare. Va escriure que "salta i salta d'un punt de la trama a l'altre", deixant l'espectador insatisfet. Jamkhandikar va assenyalar de la mateixa manera que Bose va introduir "massa artificis i conflictes" a la narració.

### Taquilla
Margarita with a Straw es va estrenar a l'Índia en unes 250 pantalles. Després de recollir la minsa suma de 5 milions de rupies el dia de la inauguració, les xifres van començar a créixer durant els dies següents, en gran part a causa del boca a boca positiu. La pel·lícula va recollir totals millorats de 7,2 milions de rupies dissabte i de 9 milions de rupies diumenge, portant les recaptacions de cap de setmana d'obertura a 21,2 milions de rupies. S'enfrontava a la competència d'altres produccions, com ara Mr. X, i els llançaments anteriors Ek Paheli Leela, i Detective Byomkesh Bakshy! en el seu cap de setmana d'obertura a la taquilla, però s'esperava que ho fes bé perquè de les crítiques positives. Les xifres de la primera setmana es van mantenir estables a 32,4 milions de rupies. La pel·lícula va funcionar especialment bé a zones urbanes com Bombai i National Capital Region on va recollir 19 milions i 15 milions de rupies respectivament. Aquesta tendència va ser analitzada per Shobha De com un "canvi dramàtic en els gustos del públic urbà". Va prendre nota de la recent acceptació de temes no convencionals i sexuals al cinema indi. Margarita with a Straw va recaptar un total de 74 milions de rupies durant la seva exhibició cinematogràfica.

### Premis
Bose va guanyar el Premi NETPAC al Festival Internacional de Cinema de Toronto. Posteriorment, la producció va ser guardonada amb el Públic i la Joventut Premis del jurat al Festival de Cinema Nits Negres de Tallinn i al Festival Internacional de Cinema Asiàtic de Vesoul, respectivament. Koechlin va guanyar diversos reconeixements per la seva actuació, inclòs el premi a la millor actriu a Tallinn, els Screen Award a la millor actriu i el Premi del Jurat als 63ns National Film Awards. També fou nominada als premis a la millor actriu al Festival Internacional de Cinema de Seattle i als Asian Film Awards. McCleary va guanyar el premi a la millor composició a la darrera cerimònia.